# Kanaalsite John McCrae

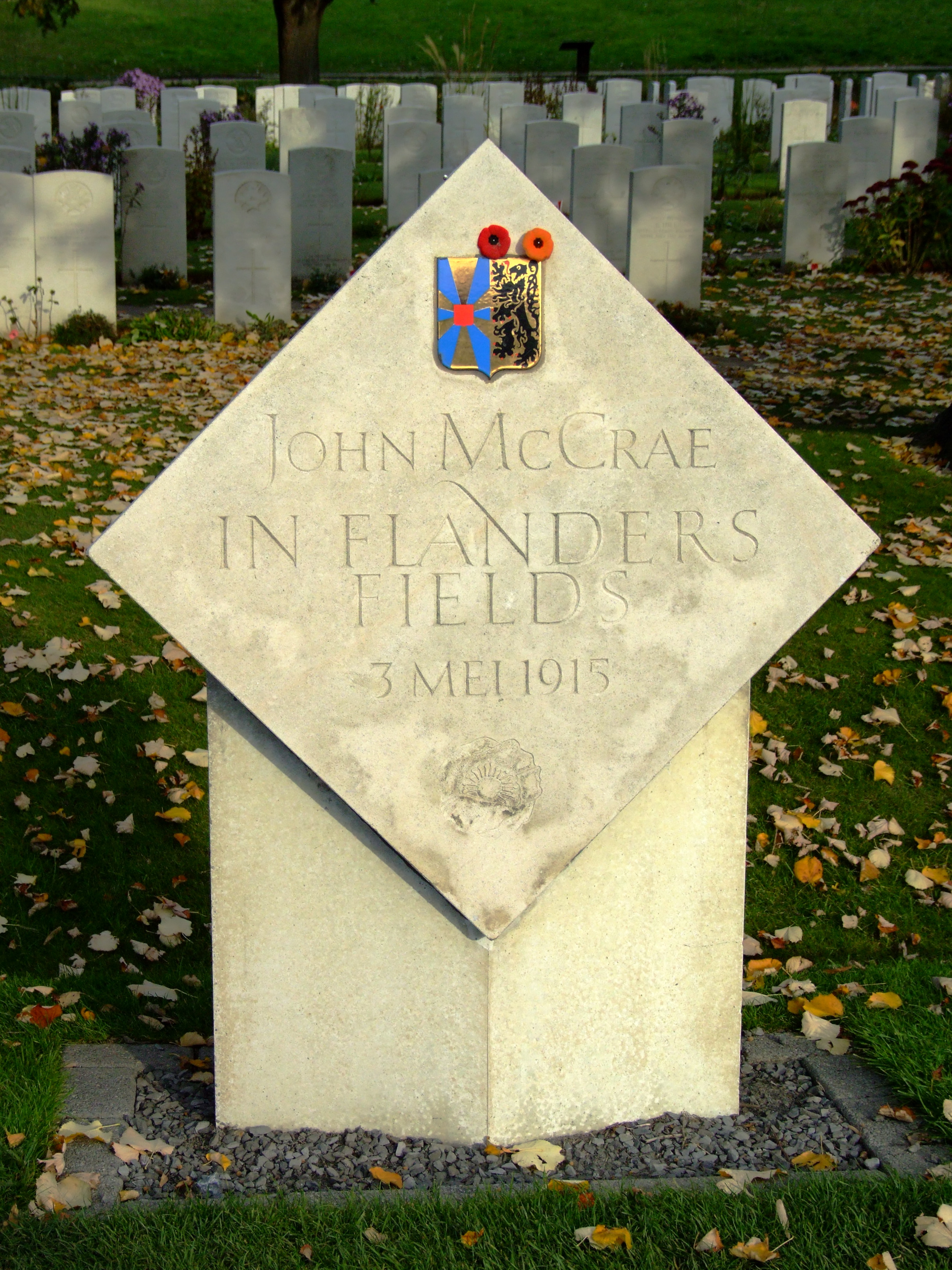
Naamsteen bij de site

De kanaalsite John McCrae is een oorlogssite in de Belgische plaats Boezinge die herinnert aan de Eerste Wereldoorlog. De site strekt zich uit over een afstand van 400 meter tussen de weg Ieper-Diksmuide (N369) en het Ieperleekanaal, halverwege tussen Boezinge en Ieper, op ongeveer 2,5 km van beide centra.
De site ligt langs en op de kanaalberm. Aan de zuidkant ligt de militaire begraafplaats Essex Farm Cemetery. Op de kanaalberm ten oosten van de begraafplaats bevindt zich een obelisk voor de 49th (West Riding) Division. Net ten noorden van de begraafplaats bevinden zich betonrestanten van een medische post en is een monument opgericht voor John McCrae en zijn gedicht In Flanders Fields, dat hij hier zou hebben geschreven. Nog verder noordwaarts is de kanaalberm bewaard als oorlogslandschap. Hierin bevinden zich ook nog de restanten van een betonnen noodwoning en een commandopost.
Reeds in de periode van Vauban speelde de kanaalberm een rol. Het Ieperleekanaal tussen Ieper en Fort Knokke lag toen aan de noordgrens van het Franse koninkrijk en de berm diende als bescherming. In de Eerste Wereldoorlog speelde deze dijk opnieuw een militaire rol. De dijk lag bij het front van de Ieperboog; de frontlinie liep slechts enkele kilometer ten oosten van het kanaal. Boven op de dijk stonden geallieerde kanonnen opgesteld en in de loop van de oorlog werden beneden aan de berm verschillende betonnen constructies opgetrokken.
De site werd later ingericht als oorlogssite en opengesteld voor het publiek met informatieborden en wandelpaden.

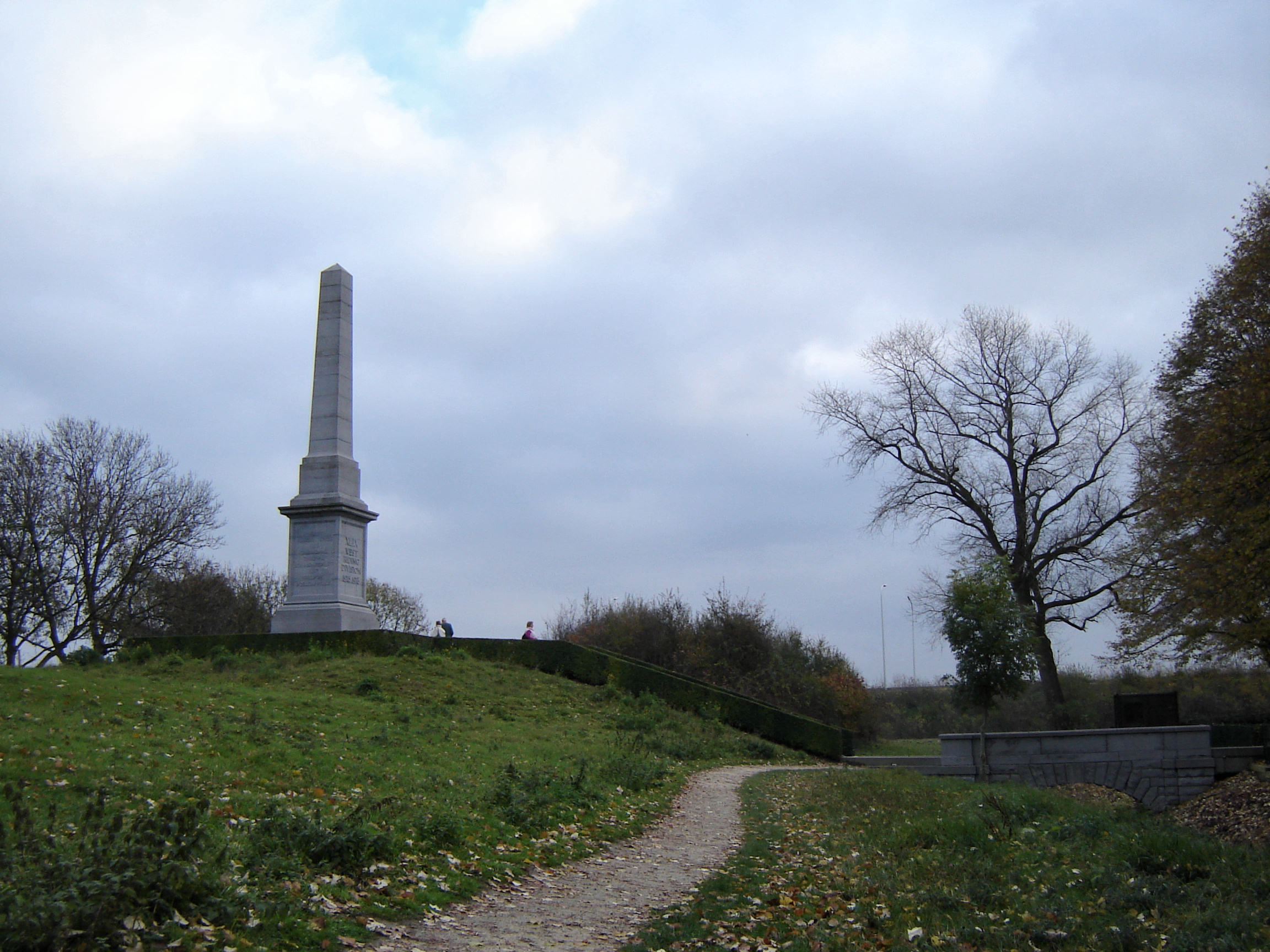
Kanaalberm en obelisk
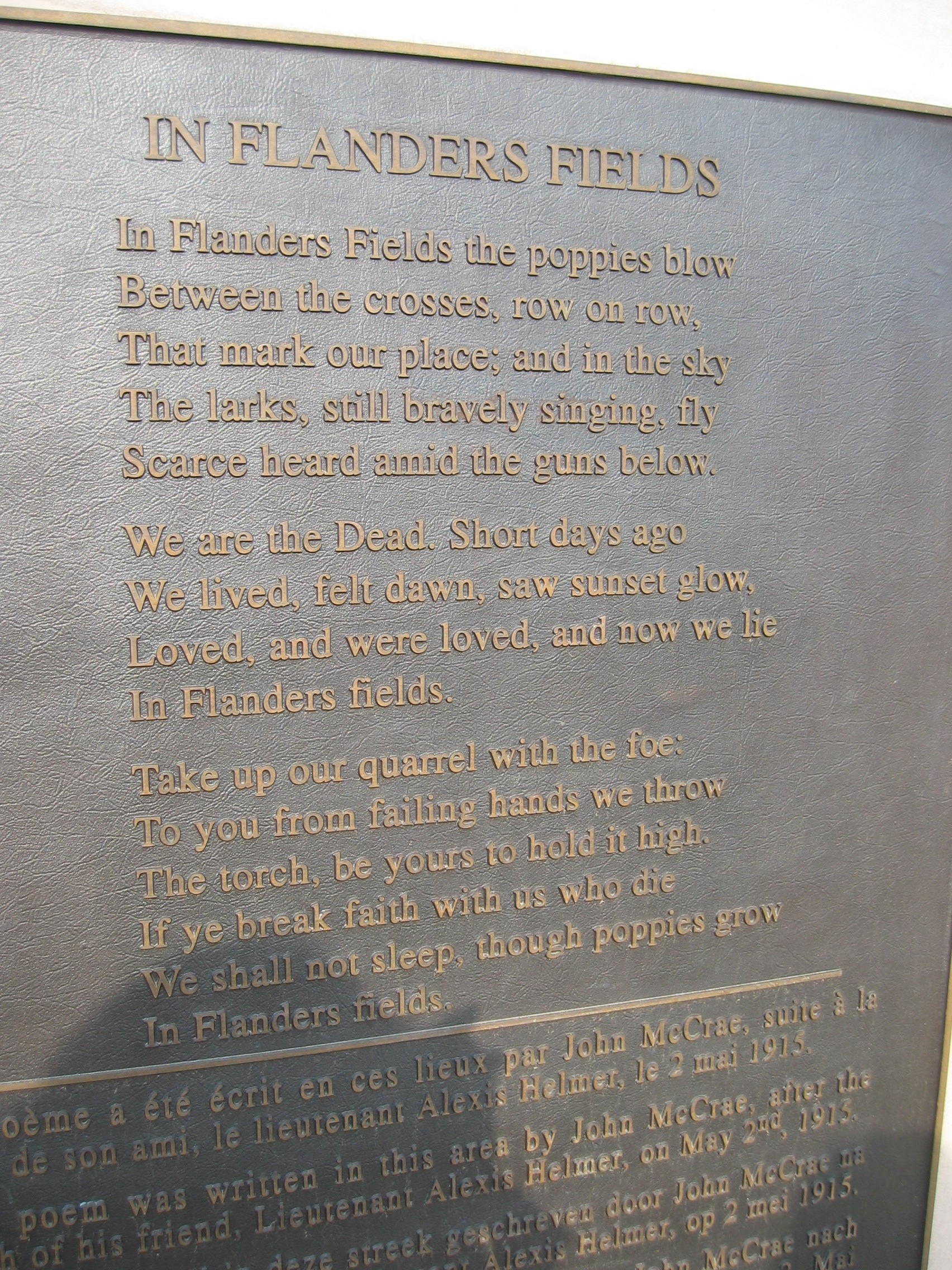
Monument "In Flanders Fields"
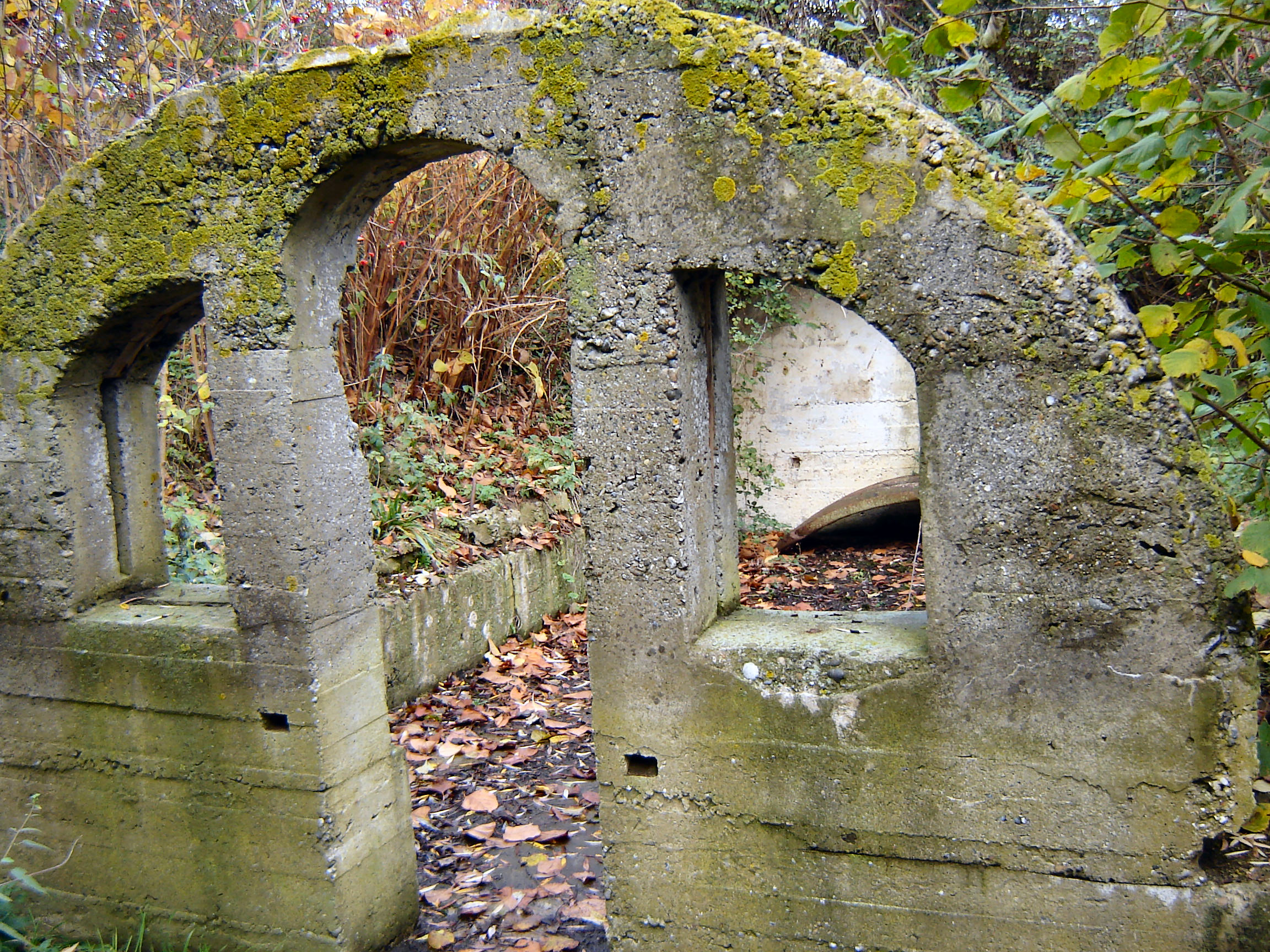
Restanten schuilplaats en noodwoning
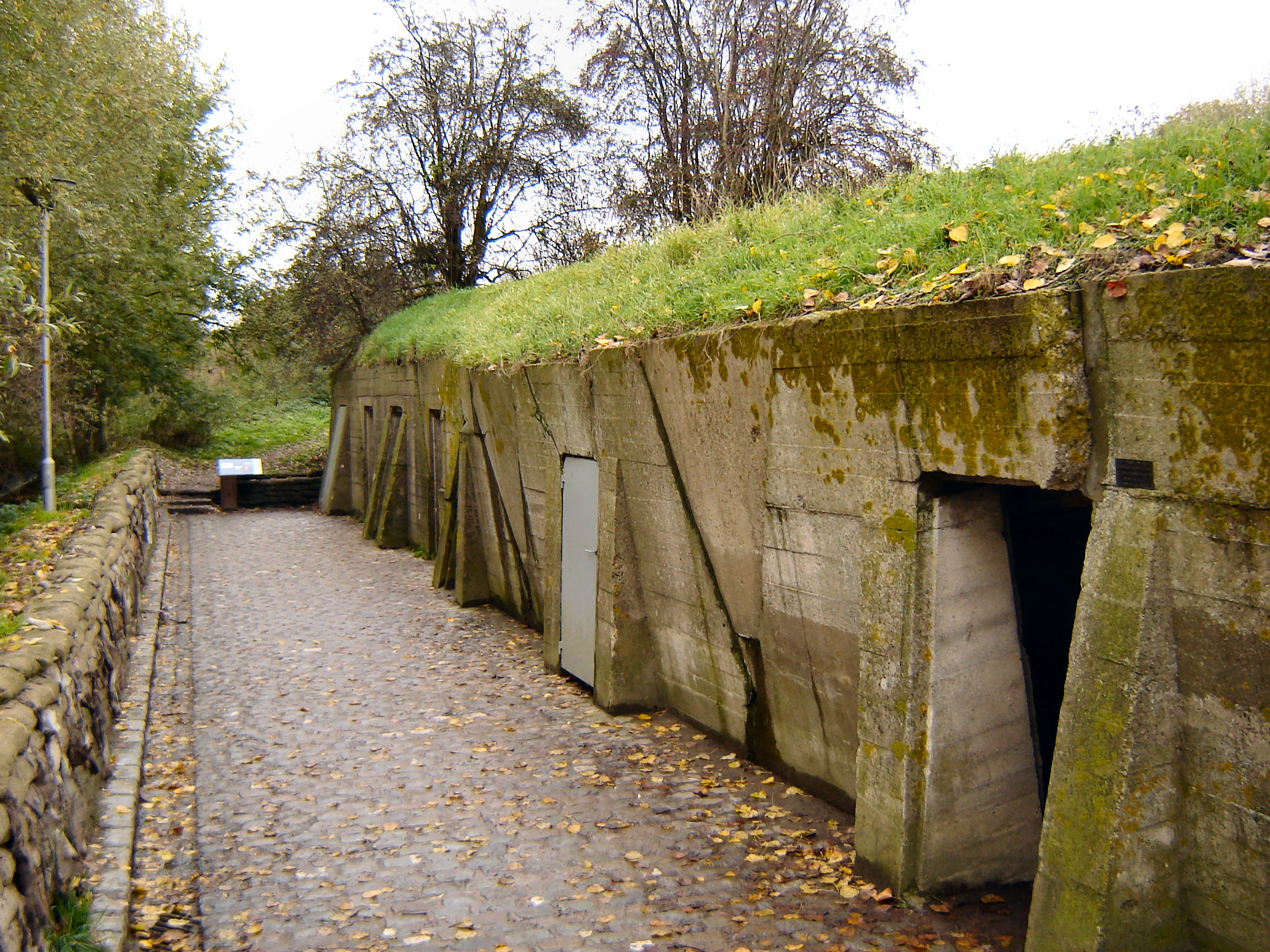
Medische post